# Mabuchi Motor
Mabuchi Motor (яп. マブチモーター株式会社, латиніз.: Mabuchi Mōtā Kabushiki Kaisha, латиніз. Mabuchi Motor Company) — японська технологічна компанія розташована у Мацудо Префектури Чіба.

## Опис
Компанія є найбільшим світовим виробником малих і надмалих електродвигунів, при щорічному виробництві у понад 1.4 мільярди екземплярів. У компанії працює понад 24 тисячі робітників, включно зі 755 на адміністративних посадах, 583 у відділі розробок, та 219 у відділі продаж.

## Продукція

### Надмалі електродвигуни
- FA-130 та FF-180SH (часто використовувалися в іграшках та побутових магнітофонах і різних типів).

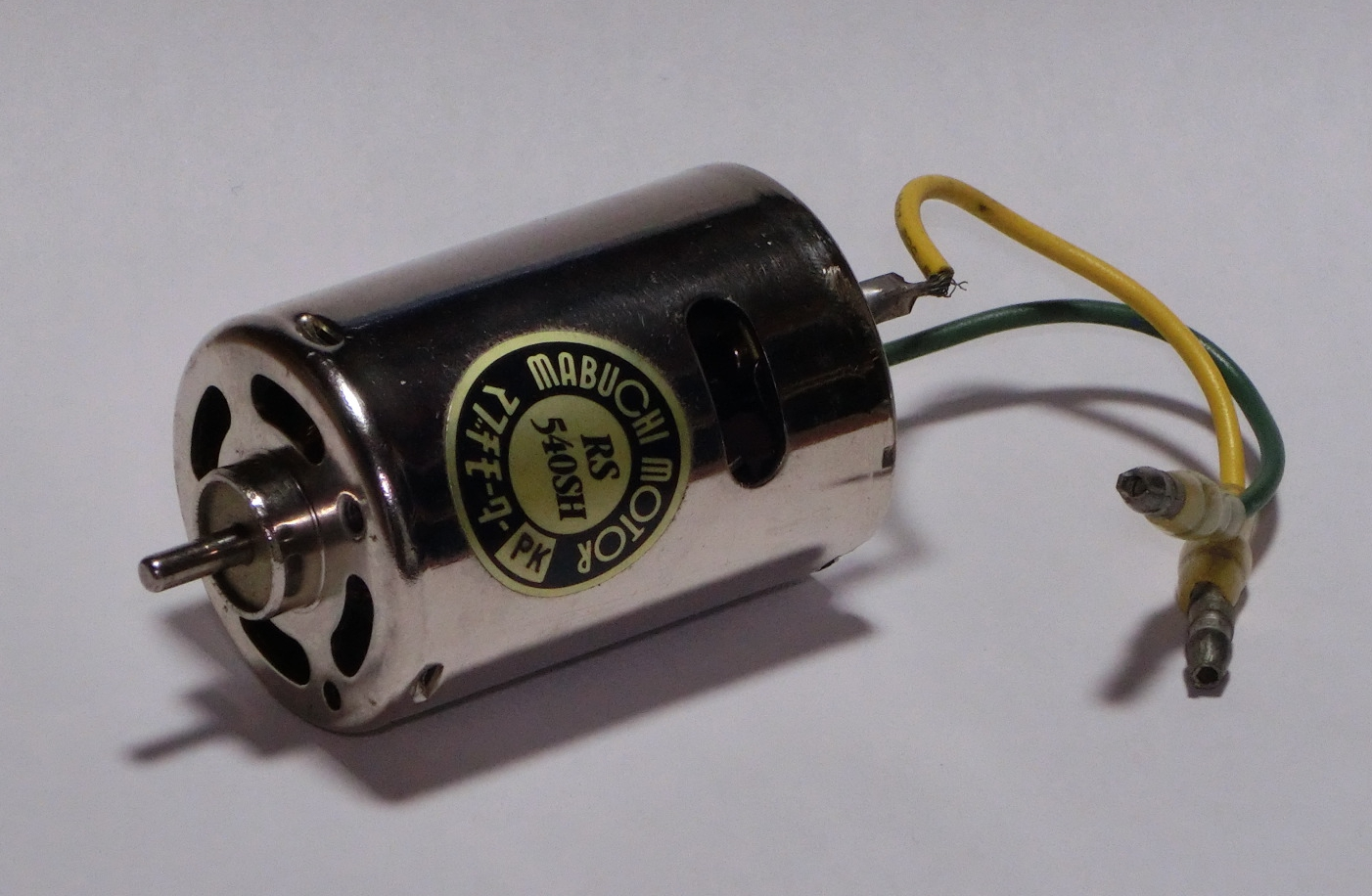
Mabuchi RS-40SH
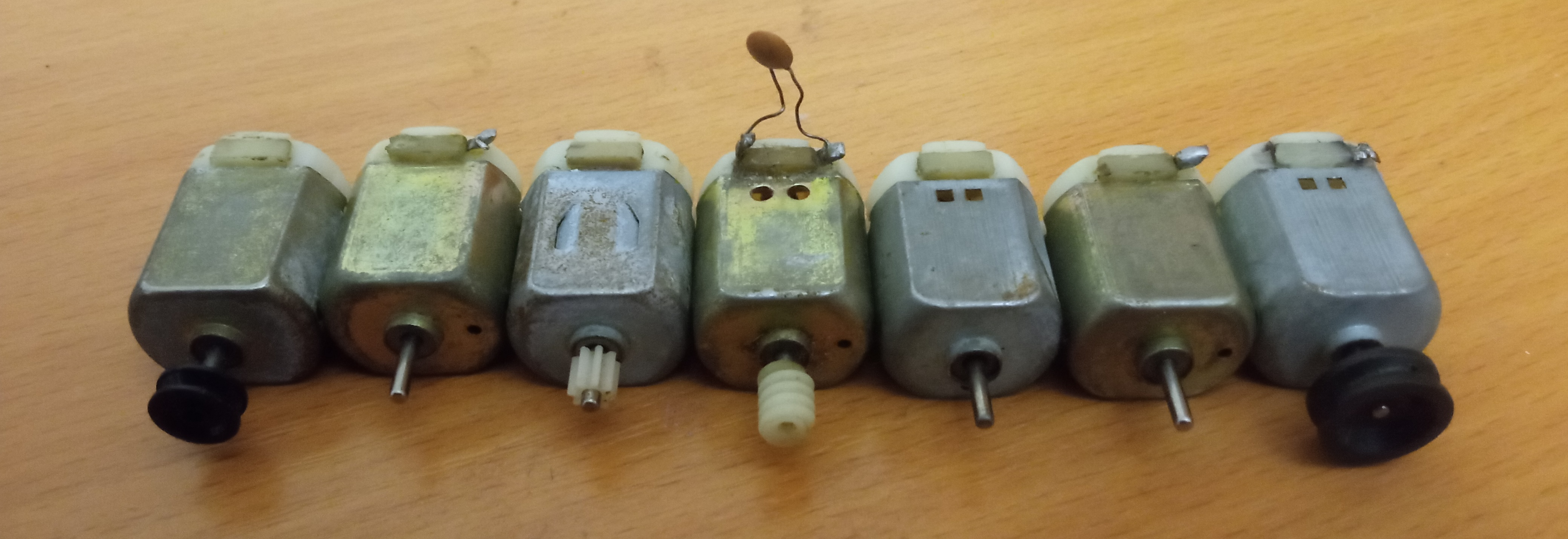
Mabuchi FA-130
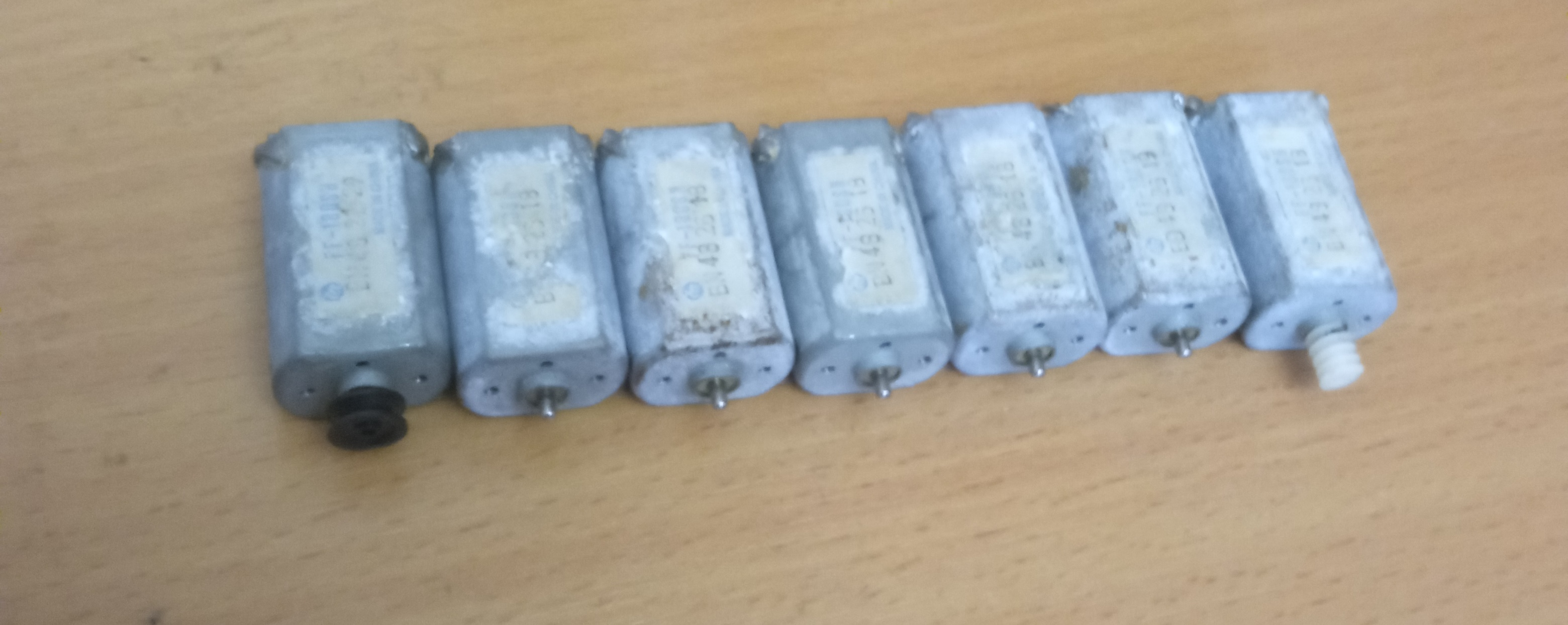
Mabuchi FF-180SH

### Електродвигуни для моделізму

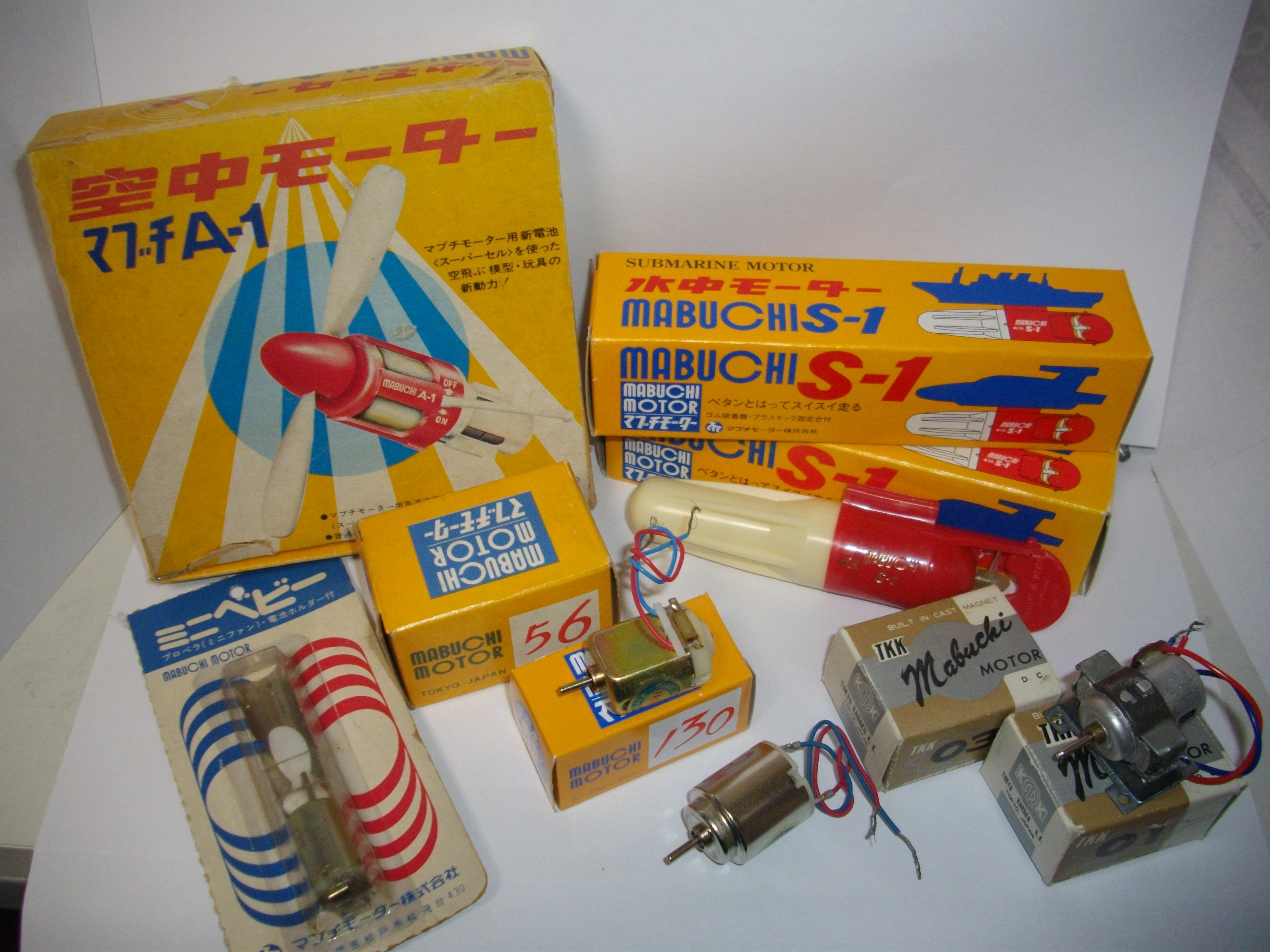
Електромоторчики для моделізму

- Mabuchi A-1 (для авіамоделізму, у комплекті наявний модуль для заряджання акумуляторів двигуна та пропелер[3][4]) — один з перших серійних електродвигунів для моделей літаків.
- Mabuchi S-1 Submarine Motor (для судномоделізму, з живленнями від однієї батарейки AAA) — герметичний електродвигун у вигляді торпеди був сумісний з багатьма іграшковими човнами, що вироблялися різними компаніями, зокрема компанія LEGO Group виготовляла спеціальну деталь-перехідник у вигляді кіля[5][6][7][8], який уможливлював надійне кріплення електромоторчика S-1 знизу корпусів іграшкових човнів Lego (в інструкціях зі збирання наборів човнів Lego ілюструвався силует S-1, проте безпосередньо назву сумісного електромоторчика Lego не вказувало[9][10]). Після завершення виробництва частину обладнання для виробництва S-1 було продано компанії Tamiya Corporation[en], яка продовжує випускати модифіковані версії S-1 під власною маркою Submarine Motor та Submarine Motor Mini[11].
- TKK Mabuchi OB-300/OB-500 Outboard Motor (для судномоделізму, у вигляді масштабних моделей човнового мотора).